# Anoploderomorpha carbonaria
Anoploderomorpha carbonaria là một loài bọ cánh cứng trong họ Cerambycidae.